# سن مارتینو دی کاستروزا
سن مارتینو دی کاستروزا (به ایتالیایی: San Martino di Castrozza) یک منطقهٔ مسکونی در ایتالیا است که در Primiero San Martino di Castrozza واقع شده‌است. سن مارتینو دی کاستروزا ۵۶۳ نفر جمعیت دارد و ۱٬۴۸۷ متر بالاتر از سطح دریا واقع شده‌است.